# Barbara York Main
Barbara York Main MOA (Kellerberrin, 27 januari 1929 - 14 mei 2019) was een Australische arachnoloog en adjunct-professor aan de Universiteit van West-Australië. Ze schreef vier boeken en meer dan 90 papers. Main werd bekend door haar enorme bijdrage aan de taxonomie van de spinachtigen. Ze beschreef 34 soorten en 7 nieuwe geslachten. In 1981 brachten ABC en BBC een film over haar werk uit: Lady of the Spiders.
Mains interesses waren natuurlijke historie en de taxonomie van vogelspinachtigen. Ze bestudeerde de langst levende spin ooit waargenomen, een specimen van de Gaius villosus, een valdeurspin die ze Number 16 noemde, van bij de spins geboorte in 1974 tot aan haar dood in 2016.
Main verwierf ook bekendheid door over het milieu te schrijven. Twee van haar boeken, Between Wodjil and Tor (1967) en Twice Trodden Ground (1971), gaan over de gevolgen van de ontwikkeling van de landbouw in de regio Wheatbelt in West-Australië. Main bleef in de onderzoeksgemeenschap actief tot ze in 2017 op 88-jarige leeftijd op emeritaat ging.

## Biografie

### Vroege leven
Main werd in 1929 in een ziekenhuis in Kellerberrin in West-Australië geboren. Ze was het vierde kind van Gladys Tobias en Gerald Henry York. De kinderen, vier jongens en een meisje, groeiden op een boerderij op in het nabijgelegen Shire of Tammin, in een lemen huisje met twee kamers. Mains ouders waren in 1921 getrouwd. Haar moeder was in Coolgardie geboren en gaf les in een schooltje in Yorkrakine. Haar vader was een landbouwer die in 1909 vanuit Yorkshire in Engeland naar Australië was gemigreerd.
Main groeide op in wat de Australiërs "Wodjil country" noemen, een streek in de regio Wheatbelt met zure zanderige grond, omgeven door Acacia victoriae, Casuarinaceae (En: she-oak) en Eucalyptus loxophleba (En: York Gum). Ze vertelde 'ABC Radio National': "Ik voelde een innige verwantschap met kleine dingen, niet met kangoeroes of wigstaartarenden. Met een kangoeroe had ik niet die een-op-een relatie die ik met een rups kon hebben! Ik hield ze bij in doosjes, voedde ze en zag ze tot vlinders ontpoppen." Main schreef over de streek en de verwoesting ervan in haar tweede boek, Between Wodjil and Tor (1967).

### Opleiding
Main en haar broers volgden onderwijs aan een bushschool. Ze verliet de school na twee jaar en volgde van thuis uit door het 'Western Australian Education Department' georganiseerd afstandsonderwijs. Later studeerde Main dankzij een studiebeurs aan de 'Northam High School'. Ze kreeg onderdak bij een vrouw die nog andere studenten huisvestte. Vanaf 1947 studeerde Main wetenschappen aan de universiteit van West-Australië (UWA), met zoölogie als hoofdvak. In 1952 werd ze de eerste vrouw aan de UWA die aan een doctoraat (En: PhD) in zoölogie begon. Main behaalde in 1956 haar doctoraat met een thesis getiteld A comparative study of the evolution of the Araneae as illustrated by the biology of the Aganippini (Mygalomorphae: Ctenizidae).

### Huwelijk
In 1952 huwde Main de Australische zoöloog Albert (Bert) Russell Main. Ze hadden elkaar aan de UWA ontmoet en doctoreerden samen. Ze bleven gehuwd tot Bert Main in 2009 stierf. Het koppel kreeg drie kinderen: Rebecca, Gilbert en Monica. Main was zwanger van haar eerste kind toen ze haar doctoraat behaalde. Ze bleef thuis terwijl ze aan verscheidene projecten waaronder haar eerste twee boeken, Spiders of Australia (1962) en Between Wodjil and Tor (1967) werkte. Het hoofd van de faculteit moedigde haar werk aan maar wenste haar geen betaalde baan aan te bieden omdat ze vrouw was. Bert Main werd professor zoölogie en het koppel vestigde zich in 1960 in Claremont.

## Carrière
Voor Main aan haar doctoraat begon te werken was ze een tijdlang hulpdocent aan de 'University of Otago' in Nieuw-Zeeland. Na het behalen van haar doctoraat kende Graduate Women International haar in 1958 een 'Alice Hamilton Fellowship' toe om zes maanden lang de spinnencollecties van het British Museum en het Natural History Museum in Londen en het Oxford University Museum of Natural History te bestuderen. Dat jaar vergezelde ze eerst nog haar man, die een 'Camegie Travelling Fellow-ship' was toegekend, op zijn reis naar Amerika. Main deed veldwerk in Californië, Arizona en Texas en bezocht de spinnencollecties van het American Museum of Natural History, de Smithsonian Institution en het 'Museum of Comparative Zoology'.
In 1965 nam Mains echtgenoot een sabbatical en reisde het koppel door Queensland. Main werkte er aan de departementen zoölogie en entomologie van de universiteit van Queensland. Ze bezocht Zuid-Australië, Tasmanië, de regio Kimberley in West-Australië en Papoea-Nieuw-Guinea en stak verscheidene malen de Nullarborvlakte over. Ze nam deel aan conferenties in Europa en maakte dan van de gelegenheid gebruik om musea te bezoeken zoals in Hamburg en Stockholm.
In 1979 bezocht Main Parijs en bestudeerde er de enorme 19e-eeuwse collectie van Eugène Simon. Ze werd dat jaar eredocent zoölogie aan de UWA en later 'senior honorary research fellow'. In 1981 maakten de BBC en ABC een documentaire over haar, Lady of the Spiders. De documentaire werd ingesproken door David Attenborough, gefilmd door Jim Frazier en Densey Clyne en besprak de 1.200 valdeurspinnen die Main 12 jaar lang had bezocht en opgevolgd. Tijdens haar veldwerk overal in de wereld verzamelde ze meer dan 10.000 specimen en bewaarde ze voor het nageslacht in ethanol. In 1996 werd haar een professoraat aan de UWA toegewezen.
Main was lid van de 'Australian Entomological Society', de 'Royal Society of Western Australia', de 'Western Australian Naturalists' Club', de 'Australian Biological Resources Study Advisory Committee', de 'Australian Society of Authors', het 'Centre International Documentation Arachnology' in Parijs en de redactiecomités van 'Fauna of Australia' en de 'Zoological Catalogue of Australia'. Ze was lid en een tijdlang ondervoorzitter van de 'Fellowship of Australian Writers'.

## Erkenning

### Prijzen en onderscheidingen
In januari 2011 werd Main de medaille van de Orde van Australië toegekend vanwege "haar dienst aan de wetenschap en het natuurbehoud als onderzoeker en onderwijzer in de arachnologie, en aan de gemeenschap van West-Australië". Ze is erelid van de 'International Society of Arachnology'. In 2018 werd Main de medaille van de 'Royal Society of Western Australia' toegekend. Ze was de eerste vrouw die deze medaille in ontvangst mocht nemen sinds ze voor het eerst in 1924 werd uitgereikt.

### Naar Main vernoemde soorten en geslachten
Soorten
Spinnen
- Mainosa mainae (McKay, 1979)
- Tasmanoonops mainae (Forster & Platnick, 1985)
- Zephyrarchaea mainae (Platnick, 1991)
- Tamopsis mainae (Baehr & Baehr, 1993)
- Nicodamus mainae (Harvey, 1995)
- Pediana mainae (Hirst, 1995)
- Storena mainae (Jocqué & Baehr, 1995)
- Megaloastia mainae (Zabka, 1995)
- Hersilia mainae (Baehr & Baehr, 1995)
- Aname mainae (Raven, 2000)
- Boolathana mainae (Platnick, 2002)
- Misgolas yorkmainae (Wishart & Rowell, 2008)
- Atrax yorkmainorum (Gray, 2010)
- Missulena mainae (Miglio, Harms, Framenau & Harvey, 2014)

Andere spinachtigen
- Apozomus mainae (Harvey, 1992) (schizomida)
- Barbaraella mainae (Harvey, 1995) (bastaardschorpioenen)
- Hypoaspis barbarae (Strong, 1995) (mijten)
- Hesperopilio mainae (Shear, 1996) (hooiwagens)
- Miobunus mainae (Hunt, 1995) (hooiwagens)

Insecten
- Adelotopus mainae (Baehr, 1997) (kevers)
- Ceratobaeus mainae (Austin, 1995) (wespen)

Miljoenpoten
- Atelomastix mainae (Edward & Harvey, 2010)

Geslachten
- Bymainiella (Raven, 1978) (spinnen)
- Barbaraella (Harvey, 1995) (bastaardschorpioenen)
- Mainosa (Framenau, 2006) (spinnen)